# Émile François Ouchard
Émile François Ouchard (Mirecourt, 30 aprile 1872 – Mirecourt, 27 febbraio 1951) è stato un archettaio francese.
È noto come Ouchard Père (Ouchard padre) per distinguerlo dal figlio Émile Auguste e dal nipote Bernard. Ha ottenuto diverse medaglie d'oro in esposizioni, come a Bordeaux nel 1894 (medaglia d'oro e diploma con lode) e a Nîmes nel 1894.

## Biografia
Émile François Ouchard cominciò la sua carriera come apprendista a Mirecourt presso Eugène Cuniot-Hury dal 1884. Grazie alla sua buona manualità ottenne un posto di riguardo nel laboratorio e nel 1910, alla morte del maestro, continuò la sua attività insieme alla vedova, figlia di Louis Hury, assumendo interamente la gestione nel 1926.
Sposò Marie-Joséphine Collin il 9 gennaio 1896. Ebbero dieci figli, di cui nove femmine. Una delle sue figlie, Margueritte, sposò un altro importante archettaio, François Lotte. L'unico maschio, Émile Auguste, intraprese la professione del padre e mostrò presto grande talendo, superando in breve la qualità della produzione paterna.
Émile François lavorò per vari archettai, tra i quali Joseph Aubry, Paul Bish e Olivier, Georges Coné, Charles Enel e Jean Lavest. Aprì infine un proprio laboratorio nel 1923, due ampie sale al piano terra del numero 1 di rue Canon, nella sua Mirecourt, forte dell'aiuto del figlio, che aveva già dieci anni di esperienza e mostrava grande capacità. Da quel momento la maggior parte degli archi portarono il suo timbro, "Émile Ouchard".
Il suo laboratorio si espanse e nel 1936 contò altri quattordici operai, oltre sé stesso e il figlio. I rapporti con quest'ultimo divennero tesi, in quanto egli  percepiva lo stesso salario degli altri costruttori, benché fosse notevolmente più abile e si facesse anche carico di parte degli affari legati alla gestione dell'attività. Nel 1937, dopo che il padre rifiutò di cedergli il laboratorio, Emile Auguste si trasferì a Parigi e il padre continuò da solo a gestire l'attività, con l'aiuto di alcuni operai. Al termine della sua attività erano con lui un apprendista e un operaio.
Émile François morì il 27 febbraio 1951 a Mirecourt.

## Stile e caratteristiche
Émile François Ouchard non mostrò il grande talento del figlio o di altri importanti archettai dell'epoca, ma si distinse per essere un grande lavoratore, spesso piuttosto severo. Fu un apprezzato insegnante e tanti importanti archettai cominciarono con lui l'apprendistato, tra i quali Marcel Mangenot, Paul Audinot, Paul Barjonnet, Louis Brugère, François Lotte, André e Raimond Richaume, oltre ovviamente suo figlio Émile Auguste.
I suoi archi non hanno finiture molto curate ma sono comunque di ottima fattura, specialmente quelli costruiti assieme al figlio. Lo stile è quello della tarda scuola di Mirecourt, con variazioni legate alle scelte della committenza, ma mostra un maturo sviluppo personale, pur rimanendo sempre piuttosto conservatore. I suoi modelli principali si basavano su Voirin e Vuillaume.
I suoi archi hanno la testa piuttosto squadrata con bisellature rettilinee, mentre il nasetto è abbastanza basso e arrotondato. I suoi bottoni sono in argento, pieni (solo argento), o in tre parti (ebano e argento).
Impiegò un unico timbro, "Émile Ouchard", ma molti suoi archi sono stati commercializzati con il timbro Cuniot-Hury, Strellini o con quelli degli atelier che li commissionavano.